# 스톰 웜

이메일 첨부 파일의 스톰 웜의 예

스톰 웜(Storm Worm, 핀란드 기업 F-시큐어가 명명)은 백도어 트로이 목마의 하나로서, 마이크로소프트 운영 체제를 사용하는 컴퓨터에 영향을 주며, 2007년 1월 17일 발견되었다. 이 웜의 다른 이름은 다음과 같다:
- Small.dam 또는 Trojan-Downloader.Win32.Small.dam (F-시큐어)
- CME-711 (MITRE)
- W32/Nuwar@MM, Downloader-BAI (특정 유형) (맥아피)
- Troj/Dorf, Mal/Dorf (Sophos)
- Trojan.DL.Tibs.Gen!Pac13[3]
- Trojan.Downloader-647
- Trojan.Peacomm (시만텍)
- TROJ_SMALL.EDW (트렌드 마이크로)
- Win32/Nuwar (ESET)
- Win32/Nuwar.N@MM!CME-711 (윈도우 라이브 원케어)
- W32/Zhelatin (F-시큐어, 카스퍼스키)
- Trojan.Peed, Trojan.Tibs (비트디펜더)

## 동작 방식
원래 유럽의 폭풍 Kyrill에 관한 메시지에서 전파된 스톰 웜은 다음의 이메일 제목으로 되어있다:
- How To Get So HARD
- A killer at 11, he's free at 21 and kill again!
- U.S. Secretary of State Condoleezza Rice has kicked German Chancellor Angela Merkel
- British Muslims Genocide
- Naked teens attack home director.
- 230 dead as storm batters Europe.(Where the worm got its name from)
- Re: Your text
- Radical Muslim drinking enemies's blood.
- Chinese/Russian missile shot down Russian/Chinese satellite/aircraft
- Saddam Hussein safe and sound!
- Saddam Hussein alive!
- Venezuelan leader: "Let's the War beginning".
- Fidel Castro dead.
- If I Knew
- FBI vs. Facebook

첨부 파일을 열면 악성 소프트웨어가 wincom32 서비스를 설치하고 페이로드를 주입하고 패킷을 악성 소프트웨어 자체 내에 인코딩된 위치로 전달한다. 시만텍에 따르면 Trojan.Abwiz.F trojan, W32.Mixor.Q@mm 웜을 다운로드하고 실행할 수 있다. 첨부파일의 알려진 이름 중 일부는 다음과 같다:
- Postcard.exe
- ecard.exe
- FullVideo.exe
- Full Story.exe
- Video.exe
- Read More.exe
- FullClip.exe
- GreetingPostcard.exe
- MoreHere.exe
- FlashPostcard.exe
- GreetingCard.exe
- ClickHere.exe
- ReadMore.exe
- FlashPostcard.exe
- FullNews.exe
- NflStatTracker.exe
- ArcadeWorld.exe
- ArcadeWorldGame.exe

나중에 F-Secure가 확인한 바에 따르면
이 악성 소프트웨어는 "Love birds", "Touched by Love"와 같은 제목을 확산시키기 시작했다. 이 이메일들은 다음의 파일 중 일부를 호스팅하는 웹사이트로 연결되며 바이러스가 포함된 것으로 확인되었다:
- with_love.exe
- withlove.exe
- love.exe
- frommetoyou.exe
- iheartyou.exe
- fck2008.exe
- fck2009.exe

## 내용주
1. ↑  Шуб, Александр. “"Штормовой червь" атакует Интернет” "Штормовой червь" атакует Интернет (러시아어). 2007년 9월 28일에 원본 문서에서 보존된 문서. 2007년 1월 20일에 확인함.
2. ↑  Prince, Brian (2007년 1월 26일). “'Storm Worm' Continues to Spread Around Globe”. FOXNews.com. 2007년 5월 23일에 원본 문서에서 보존된 문서. 2007년 1월 27일에 확인함.
3. 1 2 3  “F-Secure Trojan Information Pages: Small.DAM”. 2007년 1월 25일에 확인함.
4. ↑  According to Symantec, which detected it as Trojan.Packed.8. LiveUpdate definitions also identified it as Trojan.Peacomm
5. ↑  “"Storm worm" sloshes through the internet”. 2007년 1월 19일. 2007년 1월 20일에 확인함.
6. 1 2 3  Suenaga, Masaki (2007년 1월 22일). “Trojan.Peacomm”. 2007년 1월 22일에 확인함.